# École nationale des ponts et chaussées
Die École nationale des ponts et chaussées (ENPC, deutsch Nationale Schule für Brücken und Straßen, oft auch einfach École des ponts genannt) ist eine der französischen Grandes Écoles für das Bauwesen. Seit 2008 gehört sie als Gründungsmitglied unter dem Namen École des Ponts ParisTech zum Zusammenschluss ParisTech und seit 2024 zum Institut polytechnique de Paris. Damit gehört sie zur IDEA League der fünf führenden technischen Hochschulen in Europa.

## Ausbildung
Die traditionellen Kernkompetenzen der Hochschule sind Bauingenieurwesen, Umwelt, Verkehrswesen, Stadt- und Regionalplanung, Mechanik, Industrie-Management und Logistik. Die ENPC bietet eine Ausbildung auf vielen Gebieten an, welche von angewandter Mathematik bis Ökonomie und Management reichen.
Folgende Ausbildungen werden angeboten:
- Ingenieurausbildung: Sie führt zum Ingenieurdiplom der ENPC oder zu einem staatlichen Masterabschluss
- Promotionen zum Docteur des Ponts
- Professionelle Ausbildung von Post-Graduierten: Mastères spécialisés (M.S.) und MBA
- Promotionen zum Executive Doctor of Business Administration.

ENPC ist auch eine anwendungsorientierte Schule der École polytechnique und bildet für das Corps des ingénieurs des ponts et chaussées aus.
Sie gibt über die 1831 gegründete Commission des Annales die Annales des ponts et chaussées heraus.

## Zugangsvoraussetzungen
Wie alle französischen Grandes Écoles sieht sich die École des ponts als eine Elite-Hochschule Frankreichs. Als Zugangsvoraussetzung reicht die allgemeine französische Hochschulreife, das „bac“ (Abitur), nicht aus. Es muss eine Aufnahmeprüfung bestanden werden, für die Interessenten nach dem Abitur zwei Jahre sogenannte Classes préparatoires (prépas) besuchen. Erhält man im sehr strengen Auswahlverfahren (Concours) keinen Studienplatz, kann man sich an einer normalen Universität einschreiben und startet dann in der Regel dort im dritten Studienjahr.
Für Studiengänge, die sich an Post-Graduierte richten, gibt es zum Teil weitere Voraussetzungen. So verlangen Executive Studiengänge zum Executive MBA oder Executive DBA in der Regel mehrjährige Führungserfahrung in Unternehmen.

## Geschichte
Jean-Baptiste Colbert hatte unter König Ludwig XIV. 1669 die Position des staatlichen Commissaire des ponts et chaussées (etwa: Beauftragter für Brücken- und Straßenbau) geschaffen. 1716 wurde unter Ludwig XV. das Corps des ingénieurs des ponts et chaussées (etwa: Beamtenschaft der Brücken- und Straßenbauingenieure) eingerichtet. Am 14. Februar 1747 wurde die École royale des ponts et chaussées durch eine Entscheidung des Königs als weltweit erste Ingenieurschule gegründet und sicherte dem Corps des ingénieurs des ponts et chaussées die Ausbildung des Nachwuchses. 1775 änderte sie ihren Namen in École nationale des ponts et chaussées, den sie offiziell bis heute trägt. Ihr erster Leiter war Jean-Rodolphe Perronet (bis 1794). Anfänglich hatte die Schule zwar rund 50 Schüler, aber keine einzige Lehrkraft. Die Schüler unterrichteten sich selbst untereinander und machten auf langen Baustellenbesuchen praktische Erfahrungen. Erst im Laufe der folgenden Jahrzehnte wurde der Unterricht durch Lehrpläne und die Ernennung von Professoren formalisiert.

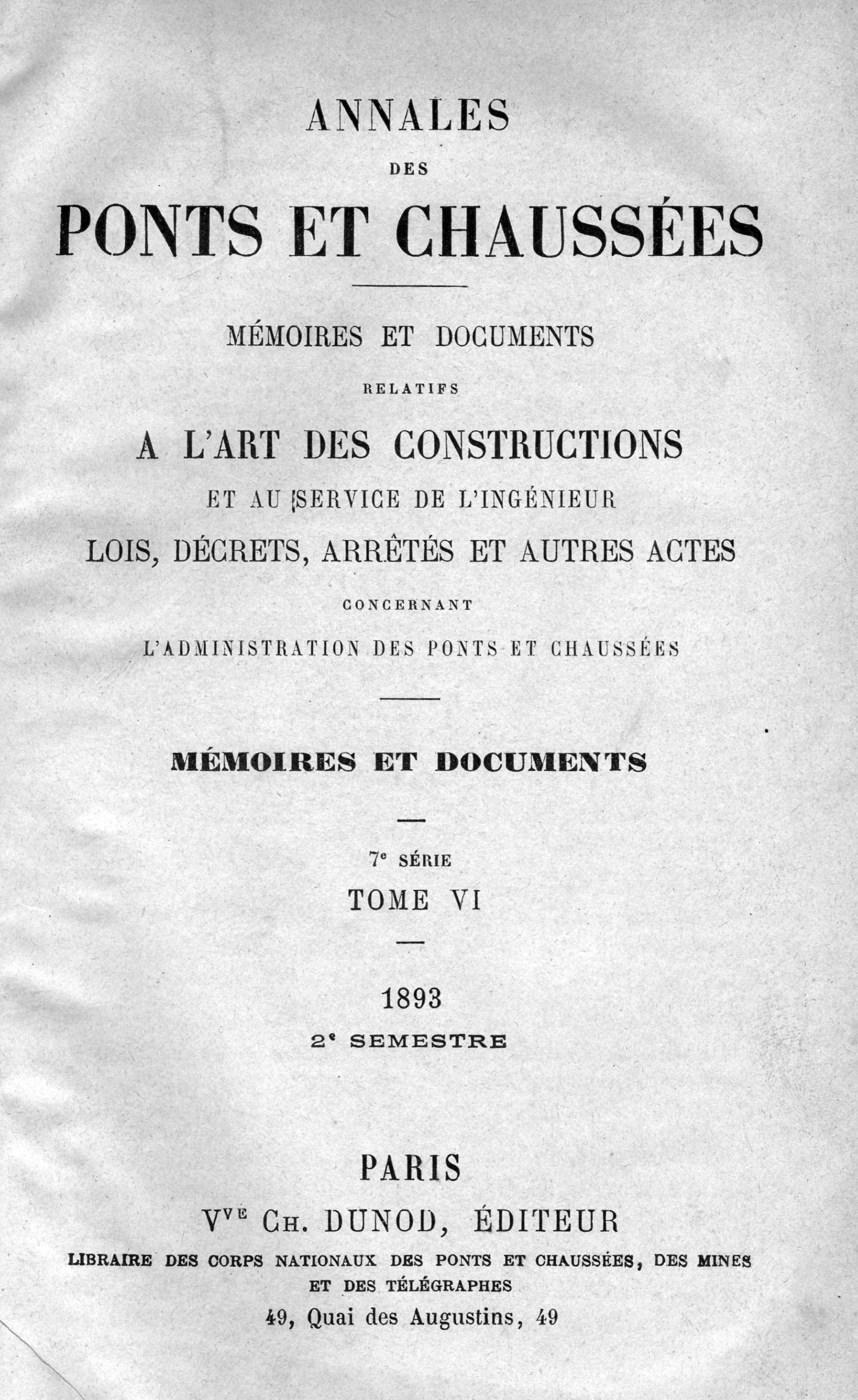
Die Annales des ponts et chaussées

Unter den Absolventen befinden sich:
- Eustache de Saint-Far (1746–1828), Architekt und Stadtbaumeister
- Claude Louis Marie Henri Navier (1785–1836), Mathematiker, Bauingenieur und Physiker
- Louis-Joseph Vicat (1786–1861), Ingenieur, Erfinder des künstlichen hydraulischen Kalks
- Augustin-Jean Fresnel (1788–1827), Physiker, Mitbegründer der Wellenoptik
- Augustin Louis Cauchy (1789–1857), Mathematiker
- Gaspard Gustave de Coriolis (1792–1843), Mathematiker und Physiker
- Marie François Sadi Carnot (1837–1894), Politiker, französischer Staatspräsident
- Auguste Choisy (1841–1909), Ingenieur und Architekturhistoriker
- Paul Séjourné (1851–1939), Bauingenieur und Eisenbahnbauer
- Henri Becquerel (1852–1908), Physiker, Entdecker der Radioaktivität
- Nikolaos Balanos (1860–1942), griechischer Architekt und Bauforscher
- Ralph Modjeski (1861–1940), amerikanischer Bauingenieur, Brückenbauer
- Eugène Freyssinet (1879–1962), Bauingenieur, Erfinder des Spannbetons
- Albert Caquot (1881–1976), Bau- und Luftfahrtingenieur
- Prinz Souphanouvong (1909–1995), laotischer Politiker, Staatspräsident
- Jean Tirole (* 1953), Ökonom, Träger des Wirtschaftsnobelpreises
- Charbel Nahas (* 1954), libanesischer Politiker
- Élisabeth Borne (* 1961), Politikerin, Premierministerin Frankreichs

Zum Lehrpersonal gehörten unter anderem:
- Étienne-Louis Boullée (1728–1799), klassizistischer Architekt
- Auguste Choisy (1841–1909), Ingenieur und Architekturhistoriker

## Campus

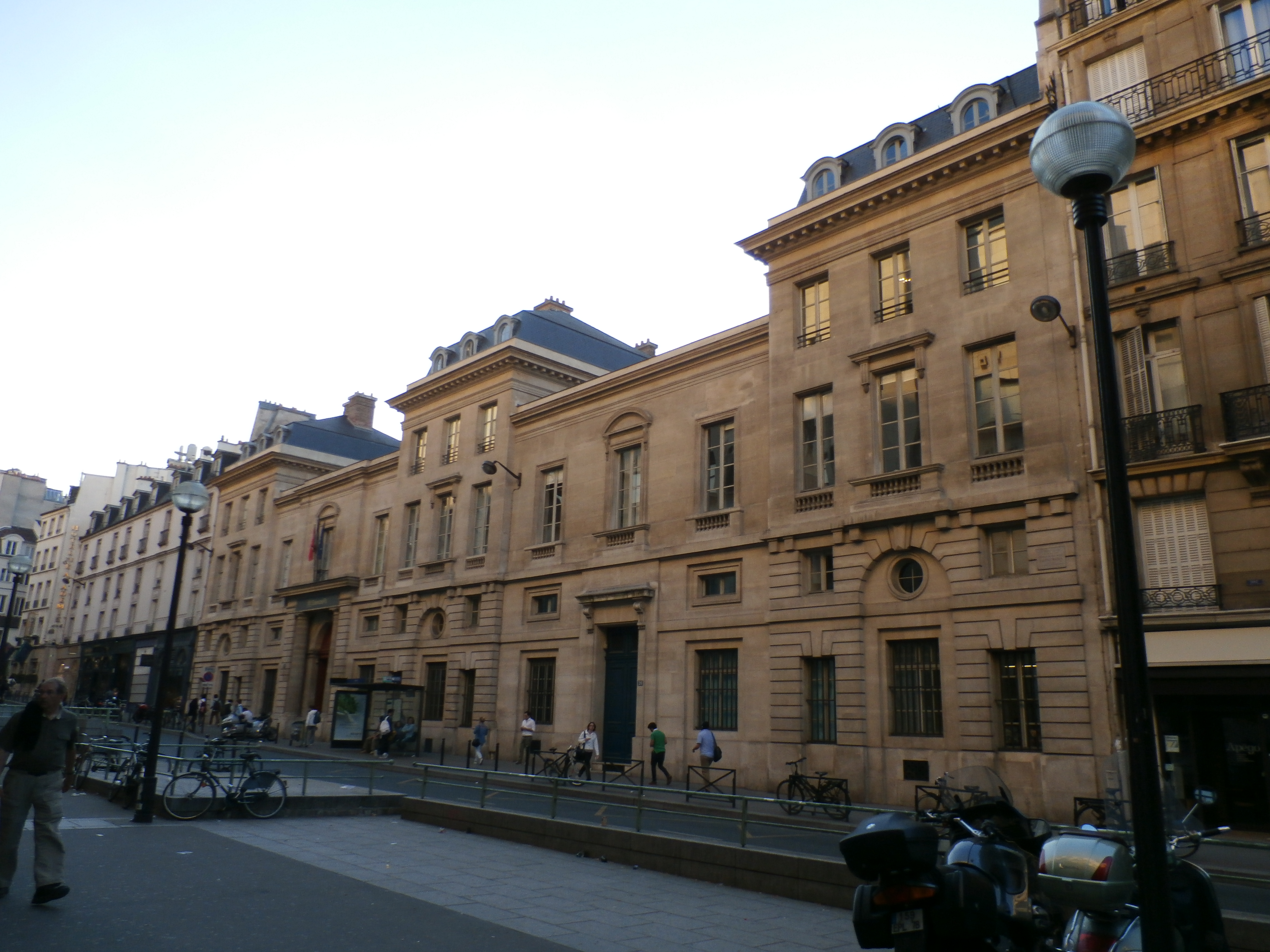
Hôtel de Fleury in Paris

Die École nationale des ponts et chaussées ist seit 1997 in der Cité Descartes in Champs-sur-Marne angesiedelt, einem Vorort von Paris rund 22 Kilometer östlich des Zentrums. Einige zu ihr gehörenden Verbände verblieben im 6. Arrondissement von Paris. Das Hôtel de Fleury der École nationale des ponts et chaussées wurde 1988 von der American Society of Civil Engineers in die Liste der geschichtlichen Meilensteine der Ingenieurbaukunst aufgenommen.

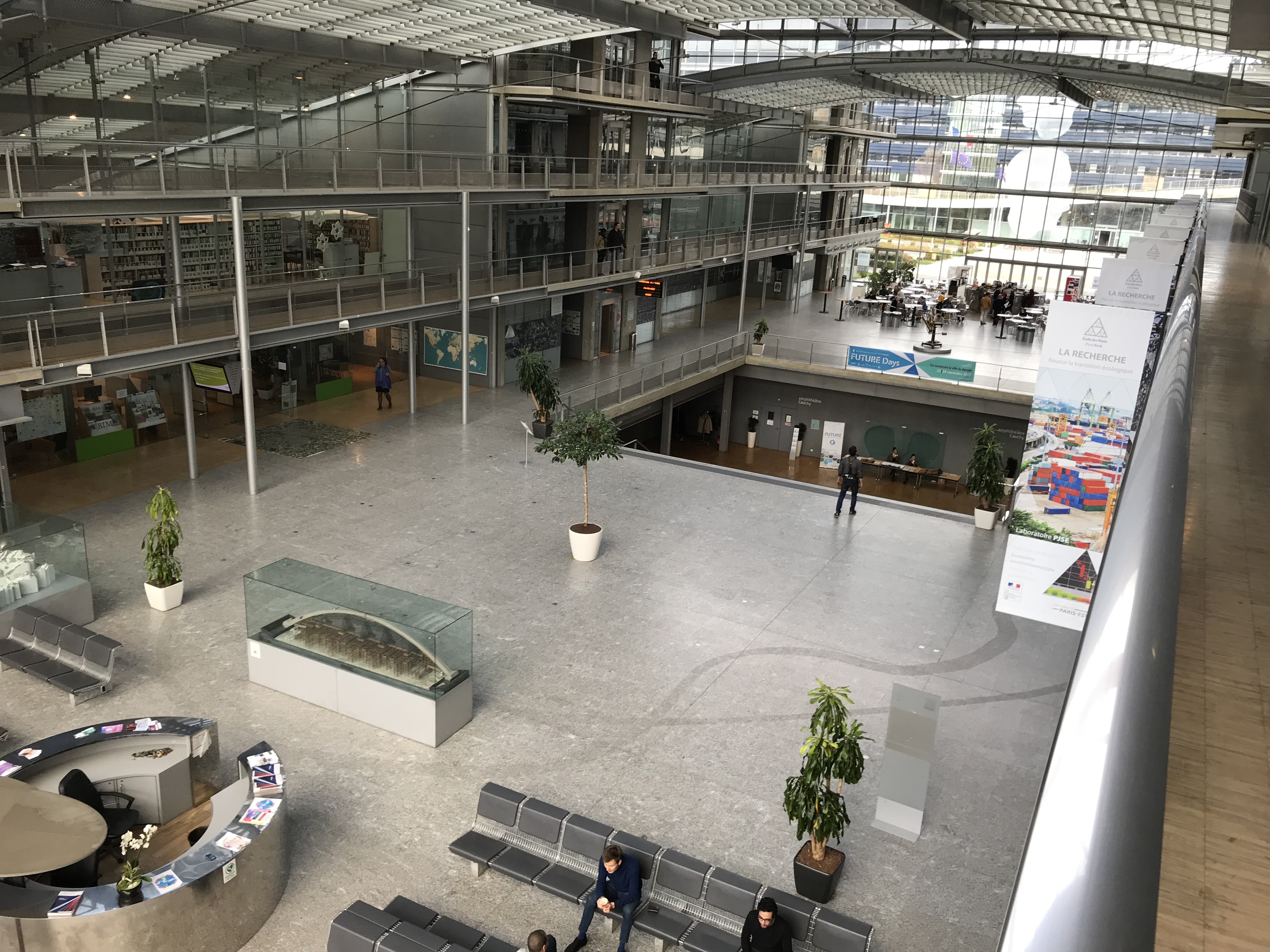
École des ponts – Hauptgebäude

Die Business School für die wirtschaftlichen Studiengänge befindet sich mit einem Executive Campus im Zentrum von Paris.
Das Hauptgebäude der Hochschule ist ohne Säulen im Stil einer Brücke aufgebaut.

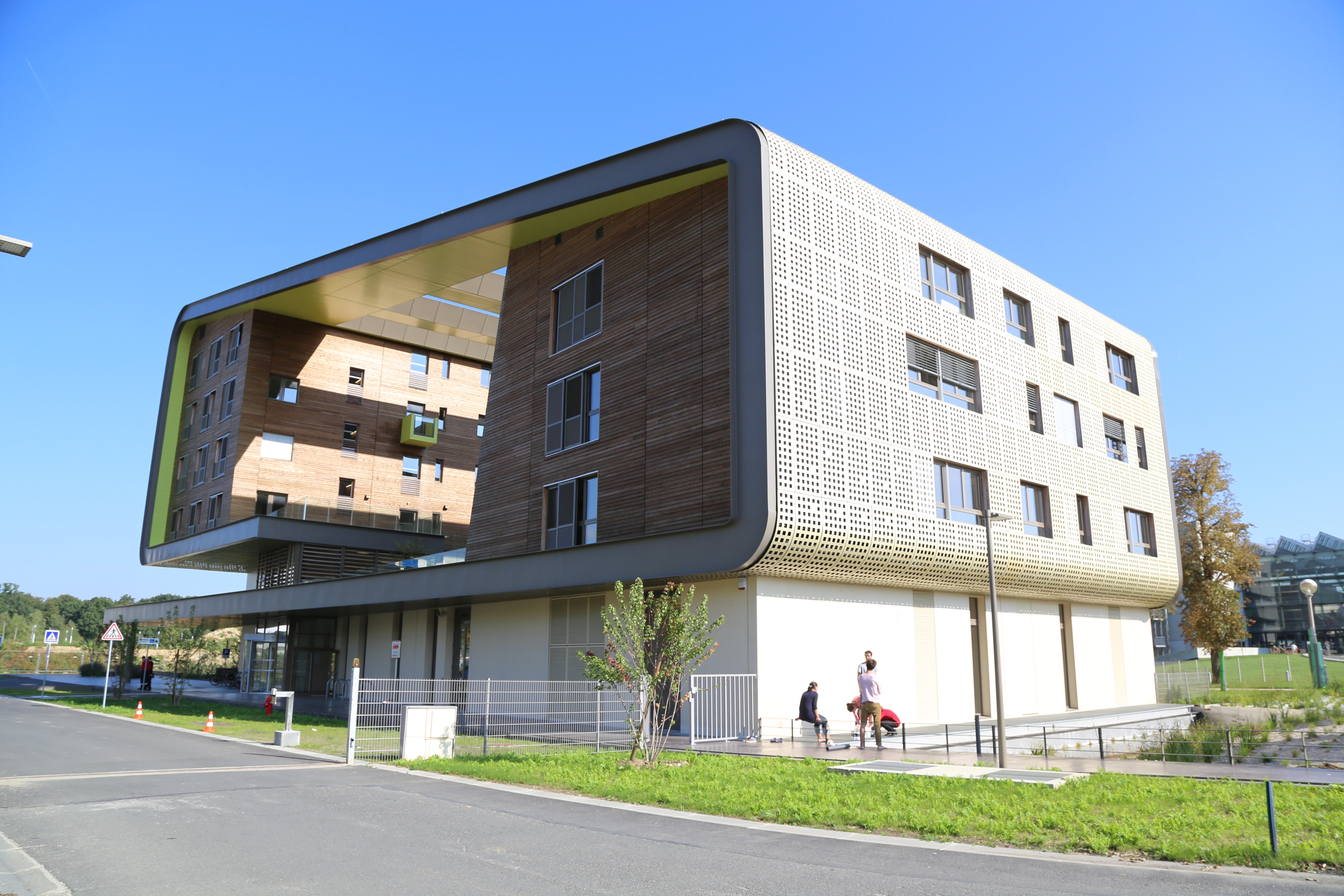
D-School der École des Ponts in Paris

Eine eigene D-School vermittelt Studenten den Design Thinking Ansatz. Das Gebäude ist unter Berücksichtigung diverser ökologischer Kriterien errichtet worden.